# Lomont
Lomont é uma comuna francesa na região administrativa de Borgonha-Franco-Condado, no departamento de Alto Sona. Estende-se por uma área de 11,35 km². Em 2010 a comuna tinha 465 habitantes (densidade: 41 hab./km²).